# لخته خون (ترومبوز)

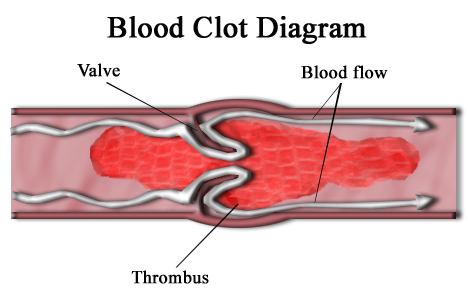
تصویری از یک ترومبوس در رگ خونی که باعث قطع جریان خون می شود.

لَخته یا لختۀ خون (به انگلیسی: thrombus)، واپسین فراوردۀ مسیر لخته‌شدۀ خون در فرایند خون‌ایستی می‌باشد. اجزای لخته شامل پلاکت‌های متراکم، گویچه‌های سرخ و یک شبکۀ بافته شده از پروتئین فیبرین می‌شود.
در حقیقت ترومبوس یا لختۀ خون (blood clot) یک پاسخ طبیعی به زخم برای جلوگیری از خونریزی است، اما می‌تواند منجر به ترومبوز (لختاکی) شود، که خطرناک است و زمانی اتفاق می افتد که لخته‌ها در یک رگ خونی سالم، گردش خون را مسدود کنند.
لختۀ دیواری (mural thrombi)، لخته‌ای است که به دیوارۀ رگ‌های خونی می‌چسبد. این لخته‌ها در رگ‌های بزرگ مانند رگ‌های قلبی و آئورت ظاهر می‌شوند. ممکن است باعث محدود کردن گردش خون شوند اما معمولاً نمی‌توانند کامل آن را مسدود کنند.

## سبب‌شناسی
سه‌گانۀ ویرچاو (Virchow's triad) بیماری‎‌زایی شکل‌گیری لخته را شرح می‌دهد:
1. آسیب اندوتلیال: آسیب به لایۀ درونی رگ خونی (اندوتلیوم) که منجر به فعال‌سازی و تجمع پلاکت‌ها می‌شود.
2. دگرگونی جریان خون (در اثر ایستایی یا تلاطم): ایستایی خون سبب افزایش در تماس پلاکت‌ها/فاکتورهای انعقادی با اندوتلیوم رگ‌ها می‌گردد. تلاطم نیز در اثر گردش خون سریع در رگ‌هایی با اندوتلیال آسیب‌دیده، منجر به تشکیل ترومبوز می‌شود.
3. بیش‌لختگی (hypercoagulability) : بیش فعال بودن سیستم انعقادی

انعقاد درون‌رگی پخش‌شونده (DIC) شامل تشکیل ریزلخته‌های گسترده در سرتاسر بیشتر رگ‌های خونی است. این به دلیل مصرف بیش از اندازه فاکتورهای منعقدکننده و متعاقب آن فعال شدن فیبرینولایزیس (fibrinolysis) با استفاده از تمام پلاکت‌ها و فاکتورهای انعقادی است. از دلایل ان می‌توان به سپتیسمی، لکومیای شدید، شوک، نیش مار، تروما اشاره کرد.

## رده‌بندی
لخته در 3 گروه اصلی، بر اساس میزان حضور پلاکت‌ها و گویچه‌های سرخ رده‌بندی می‌شود:
1. لخته‌های سفید یا سرخرگی (اکثریت پلاکت‌ها)
2. لخته‌های سرخ یا سیاهرگی (اکثریت گویچه‌های سرخ)
3. مخلوطی از دو نوع بالا

## بیماری‌زایی
یک ترومبوز زمانی ایجاد می‌شود که فرایند هموستاز که به صورت عادی در در پاسخ به یک آسیب ایجاد می‌شود،در یک رگ آسیب ندیده فعال شود. ایجاد ترومبوز در یک رگ خونی بزرگ باعث کاهش جریان خون در ان رگ می‌شود و در یک رگ کوچک ممکن است باعث قطع کامل خون شود که منجر به مرگ بافت هدف رگ می‌شود. اگر ترومبوز از دیواره کنده شود و در جریان خون ازادنه حرکت کند به ان امبولی می‌گویند.

## پیشگیری و درمان
معمولاً وارفارین و هپارین برای جلوگیری از تشکیل و رشد ترومبوز موجود استفاده می‌شود.که آن‌ها به ترومبوز می چسبند و انزیم انتی ترومبین را فعال می‌کنند که این انزیم ویتامین K اپوکساید ردوکتاز را (که برای ساخت فاکتورهای انعقاد لازم است) غیر فعال می‌کند.
بعضی از درمان‌ها از باکتری‌ها استخراج می‌شود.به عنوان مثال انزیم استرپتوکیناز که از باکتری‌های استرپتو کوکسال بدست می اید.به صورت درون رگی تزریق می‌شود و می‌تواند باعث از بین رفتن ترومبوز در رگ‌ها شود.البته این انزیم اختصاصی نمی‌باشد و می‌تواند پروتئین‌های دیگر را نیز هضم کند که این خود باعث ایجاد مشکلاتی دیگر می‌شود. انزیم دیگری که باعث هضم لخته خون می‌شود فعال کننده پلاسمینوژن بافتی نام دارد.این انزیم سریع تر و اختصاصی تر عمل می‌کند و از باکتری‌های ترانس ژنیک بدست می اید.البته یک سری از تحقیقات ثابت کرده‌اند که این دارو با گذر از سد خونی-مغزی باعث اسیب‌هایی در سیستم مغزی مرکزی می‌شوند.
البته چندین داروی ضد اگلوتینه شدن خون
وجود دارد که فیبرین را هضم می‌کند.برای مثال هامنتریا قیلیانی، که زالویی در امازون است، در غدد بزاقی خود نوعی انزیم تولید می‌کند که همنتین نام دارد.این انزیم امروزه توسط باکتری‌های ترانس ژنیک تولید می‌شود.